# Johannes Skar
Johannes Skar (Øyer, 18 de noviembre de 1837-3 de febrero de 1914) fue educador y folclorista noruego.

## Biografía
Skar nació en Øyer, Oppland, Noruega, hijo de Ole Torsteinsson Skar (1802-1886) y Mari Johannesdotter Lånke (1814-1894). Su hermano fue el profesor Matias Skard (1846-1927).
Se crio en la región tradicional de Gudbrandsdalen y asistió a la escuela Latina en Lillehammer (Lillehammer latinskole). Después, estudió en la Universidad de Christiania, donde se licenció en 1860. Trabajó como profesor de niños. De 1883 a 1892, enseñó en la Bruuns Folk School ( Bruuns folkehøgskule ) en Sel y Gausdal . La escuela fue operada por su cuñado, el pionero de la escuela popular Christopher Bruun (1839-1920).
Skar coleccionó folclore a lo largo de su vida adulta para crear diversas obras. Estas obras incluyen leyendas, cuentos de hadas, proverbios, adivinanzas y canciones infantiles. En 1881, por iniciativa de Jørgen Moe (1813-1882) y Jørgen Løvland (1848-1922), recibió una subvención privada de los habitantes de Kristiansand para continuar con sus esfuerzos de recolección de folclore y publicar más obras. Al año siguiente recibió una beca de la universidad de Christiania. En 1897, ya tenía 59 años, a esta edad se le otorgó una beca estatal que le brindó apoyo financiero por el resto de su vida. Luego se mudó de nuevo a Setesdal gracias al apoyo financiero que le aportó la beca.
En 1876, publicó un libro, una obra que contiene información sobre la vida y el folclore en Gudbrandsdalen, Noruega. Olaf Norli (1861-1959) fue el principal editor de su obra. Sus principales aportaciones a la literatura nórdica son las obras Gamalt o Sætesdal (1903-1916), estas obras son una colección de ocho volúmenes de la antigua cultura nórdica campesina del valle de Setesdal, Agder County. Se trata de obras de historia cultural con una parte destacada sobre la cultura popular más antigua de Setesdal construida sobre el pasado pastoril del valle. Se publicaron dos volúmenes post mortem.
Murió en Bygland, Aust-Agder en 1914. Fue enterrado en el cementerio de la Iglesia Årdal, Grendi en Bygland. Un busto de Johannes Skar fue diseñado por el escultor Dyre Vaa (1903-1980) y fundido en bronce. Fue erigido en el cementerio de la iglesia de Årdal como muestra de respeto a este educador en 1924.